# 사랑의 블랙홀
《사랑의 블랙홀》(영어: Groundhog Day)은 1993년에 개봉한 미국의 판타지 코미디 영화이다.
2006년 미국 의회도서관에 의해 문화적으로, 역사적으로, 미적으로 중요함을 인정받아 미국 국립영화등기부에 선정, 보존되었다.

## 줄거리
2월 1일 냉소적인 펜실베이니아주 피츠버그시 방송국 텔레비전 기상 예보관 필은 눈보라가 접근 중이지만 피츠버그가 속한 서부 펜실베이니아는 비켜 지나갈 것으로 예상된다고 시청자들을 안심시킨다. 곧 필은 매년 진행하는 그라운드호그 데이 행사 취재를 위해 새 프로듀서 리타, 촬영 기사 래리와 함께 제퍼슨군의 작은 도시 펑크서토니로 향한다. 필은 이 취재를 하찮게 여기며, 동네나 주민들을 촌뜨기라고 무시한다.
그라운드호그 데이 당일인 2월 2일 필은 묵게 된 여관의 자명종 시계 라디오에서 흘러나오는 서니 앤드 셰어의 “I Got You Babe” 소리에 깨어나 취재를 대충 마무리한다. 필의 호언장담과 달리 눈보라는 서부 펜실베이니아를 덮치고, 그대로 펑크서토니에서 발이 묶이면서 필은 꼼짝없이 또 하룻밤을 펑크서토니 여관에서 보내게 된다.
다음 날 아침 필은 다시 “I Got You Babe” 소리에 깨어나고 전날 벌어졌던 모든 일이 다시 똑같이 벌어지는 현상을 경험한다. 다음 날 또 다시 2월 2일에 깨어난 필은 자신이 타임 루프에 갇혔다는 걸 깨닫는다.

## 출연진
- 빌 머리 - 필 코너스 역
- 앤디 맥다월 - 리타 핸슨 역
- 크리스 엘리엇 - 촬영 기사 래리 역
- 스티븐 토볼라우스키 - 네드 라이어슨 역
- 브라이언 도일머리 - 버스터 그린 역
- 머리타 게러티 - 낸시 테일러 역
- 앤절라 페이턴 - 랭커스터 부인 역
- 릭 두커먼 - 거스 역
- 릭 오버턴 - 랠프 역
- 로빈 듀크 - 종업원 도리스 역
- 켄 허드슨 캠벨 - 호텔 복도의 남자 역
- 데이비드 패스쿠에이지 - 필의 정신과 의사 역
- 힌든 월치 - 데비 역
- 마이클 섀넌 - 프레드 역
- 레스 포드웰 - 늙은 노숙인 역
- 해럴드 레이미스 - 신경과 전문의 역
- 윌리 가슨 - 필의 조수 케니 역
- 톰 밀라노비치 - 주 경찰관 역
- 존 왓슨 시니어 - 바텐더 역
- 페기 로더 - 피아노 교사 역
- 리 R. 셀러스 - 경찰관 역
- 루시나 패켓 - 타고 있는 차의 타이어에서 바람이 빠진 여성 역
- 브렌다 피클먼 - 버스터의 아내 역
- 에릭 세이엣 - 버스터의 아들 역

## 수상
- 1993년 제2회 MTV 영화 & TV 어워즈 후보 최고의 코믹 연기상
- 1993년 제19회 새턴상 수상 여우 주연상 - 앤디 맥다월
- 1994년 제47회 영국 아카데미 영화상 수상 각본상 - 대니 루빈
- 1994년 제14회 런던 영화 비평가 협회상 수상 작가상 - 대니 루빈, 해럴드 레이미스
- 2014년 제39회 토론토 국제 영화제 후보 스페셜 이벤트

## 우리말 녹음
| MBC 성우진 (1997년 2월 1일) - 박지훈 - 필(빌 머리) - 윤소라 - 리타(앤디 맥다월) - 김은영 - 김태훈 - 이명숙 - 권혁수 - 김순선 - 이인성 - 곽대홍 - 이종혁 - 김동현 - 손원일 - 안장혁 - 안지환 - 조예신 - 최원형 - 변종필 - 안종덕 - 김영선 - 박소라 - 엄현정 - 윤성혜 - 이철용 - 정남 | KBS 성우진 (2005년 10월 9일) - 배한성 - 필(빌 머리) - 서혜정 - 리타(앤디 맥다월) - 김일 - 래리(크리스 엘리엇) - 황원 - 버스터(브라이언 도일머리) - 성선녀 - 랭커스터(앤절라 페이턴) - 이봉준 - 네드(스티븐 토볼라우스키) - 장승길 - 거스(릭 두커먼) - 이연희 - 낸시(머리타 게러티) - 송덕희 - 데비(힌든 월치) - 윤병화 - 의사(해럴드 레이미스) - 박규웅 - 정신과 의사(데이비드 패스쿠에이지) - 장호비 - 랠프(릭 오버턴) - 전인배 - 프레드(마이클 섀넌) - 구민선 - 도리스(로빈 듀크) |  |